# Ladislaus Pilars de Pilar

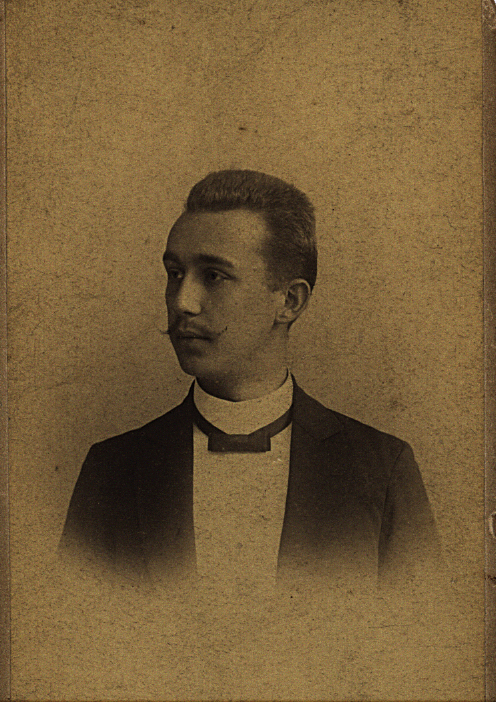
Ladislaus Pilars de Pilar 1898

Ladislaus Pilars de Pilar (polnisch Władysław Pilars de Pilar), ab 1915 Ladislaus Baron de Pilar (* 3. März 1874 in Opatówek, Kongresspolen; † 22. November 1952 in Chorzów, Polen), war ein deutsch-polnischer Dichter, Hochschullehrer und Industrieller, der der polnischen Nationalbewegung nahestand.

## Leben

Ernennung zum Vizepräsidenten der Dichtervereinigung 1927

Ladislaus Pilars de Pilar wuchs in Opatowek im Kreise Kalisch als Sohn des Industriellen Eduard Pilars (1834–1905) und der Ewa Pilars geborene Grzankowska auf. Hier wurde er von den polnischen Publizisten und Patrioten Stefan und Agaton Giller beeinflusst.
Pilars de Pilars Vorfahren entstammten den spanischen Markgrafen de Pilares, die unter der napoleonischen Besatzung Spaniens im Gefolge Ferdinands VII. zunächst nach Böhmen und später nach Opatowek ausgewandert sind. Er absolvierte in Berlin ein Ingenieurstudium und heiratete am 9. Mai 1898 in Birstein, Hessen, Antonia Freiin von Oer-Egelborg (1872–1946), Hofdame der Herzogin Antoinette von Mecklenburg-Schwerin (1884–1944), einer Cousine von Zar Nikolaus II. Antonia war eine Tochter des Friedrich Freiherr von Oer (1842–1896), Oberer Kämmerer des Fürsten Isenburg, und der Gabriele Khuen von Belasi (1841–1923). Trauzeuge war Fürst Karl II. zu Isenburg und Büdingen (* 1838; † 1899) persönlich, da Antonia nach dem Tod ihres Vaters das Mündel des Fürsten war. Mit Antonia hatte Ladislaus drei Kinder: Eduard (1899–1971), Antoinette (1901–1989) und Gabriel (1904–1978). Gabriel heiratete 1935 Anna Gräfin Stubenberg.
Ladislaus Pilars de Pilar erbte von seinem Vater eine Grafit- und Tresorfabrik in Warschau, die 1906 von polnischen Freiheitskämpfern abgebrannt wurde. Hierauf floh seine Frau mit ihren Kindern nach Störmede in Westfalen, wo sie bis zu ihrem Tod lebte. 1915 erkannte Zar Nikolaus II den spanischen Adelstitel an und verlieh der Familie ein Baronat. Fortan führte die Familie den Namen Baron Pilars de Pilar.
Ladislaus war der Urgroßvater der Künstlerin Carol Pilars de Pilar und der Sopranistin Josephine Pilars de Pilar.

## Arbeit

La Lonquête de l’air

Panzerschrankfabrik

Spendentafel in der Kirche von Struga

Pilars de Pilar verfasste mehrere Bücher in polnischer, deutscher und französischer Sprache. Er ist unter anderem der Autor von Tragedia, einem in Hexametern verfassten Epos über Napoleon, Symfonia Bałtyku (Eine baltische Symphonie) und Życie dla sztuki (Die Kunst zu leben), ein Drama über Kaiser Augustus. 1927 wurde Ladislaus Vizepräsident der Shakespeare Association und war zudem Vizepräsident des Schriftstellerverbandes. Er lebte in Struga bei Warschau und unterrichtete Literatur an der Universität Warschau.